# جمعية المجاهدين المسلمين
جمعية المجاهدين المسلمين (الفارسية: مجمع مسلمانان مجاهد) أو جمعية مجاهدي الإسلام (الفارسية: مجمع مجاهدین اسلام) هي منظمة إسلامية شيعية في إيران تأسست في أواخر عام 1948، بقيادة أبو القاسم الكاشاني، عملت المنظمة بمثابة ذراعه التنفيذية متعددة المهام الدينية والسياسية والثقافية والاجتماعية والناطقة باسمه. كانت ماهرة في حشد الحشود للسيطرة على الشوارع، ومعارك العصابات، والإضرابات والمظاهرات.
تأسست الجمعية بعد أن قرر الكاشاني أن منظمته الأصلية المتشددة فدائيو الإسلام كانت شديدة التشدد وغير مرنة بحيث لا يمكنها أن تعمل كمنفذ لطيف يمكنه التفاوض مع مختلف الأشخاص. على عكس حليفتها فدائيو الإسلام، لم تكن جمعية المجاهدين المسلمين متشددة بشكل عقائدي، كما اختلفت في قاعدة الدعم، حيث استمدت دعمها بشكل أساسي من البازاريين [الإنجليزية] الأثرياء، وشيوخ النقابات، وأصحاب المتاجر الصغيرة، وطلاب المدارس الإسلامية. ألغت المنظمتان تحالفهما في عام 1951. دعت جمعية المجاهدين المسلمين إلى تطبيق الشريعة الإسلامية، وإلغاء القوانين العلمانية، وحماية الصناعات الوطنية، ووحدة كل المسلمين ضد الغرب.
دعمت المجموعة إلى تأميم صناعة النفط الإيرانية وكانت جزءًا من الجبهة الوطنية. دعمت حكومة مصدق [الإنجليزية] من عام 1951 إلى أواخر عام 1952، عندما انقلبت ضد الحكومة وشكلت تحالفًا مع حزب كادحي الشعب الإيراني واستمر ذلك حتى انقلاب عام 1953.
فازت الجمعية بمقعدين في الانتخابات التشريعية الإيرانية عام 1952 [الإنجليزية] من كاشاني وقنات آبادي.